# Flabellariopsis acuminata
Flabellariopsis acuminata är en tvåhjärtbladig växtart som först beskrevs av Adolf Engler, och fick sitt nu gällande namn av Ernst Wilczek. Flabellariopsis acuminata ingår i släktet Flabellariopsis och familjen Malpighiaceae. Inga underarter finns listade i Catalogue of Life.